# Карла Бруни
Карла Бруни Саркози (итал. Carla Bruni-Sarkozy; Торино, 23. децембар 1967) италијанско-француска је кантауторка, глумица и бивша манекенка. Од фебруара 2008. године удата је за Николу Саркозија, бившег председника Француске Републике, са којим има ћерку.

## Биографија

### Детињство и младост
Карла Ђилберта Бруни Тедески (итал. Carla Gilberta Bruni Tedeschi) је рођена у Торину, Италија. Наследница је богатства италијанске компаније за производњу гума, коју је основао двадесетих година 20. века њен деда Вирђинио Бруни Тедески. Предузеће је продато 1970. године компанији Пирели, али наставља да ради преко својих бивших филијала у Индији, основаних 1958. године. Породица се преселила у Француску 1975. године, како би избегла опасност од киднаповања од стране Црвених бригада, марксистичко-лењинистичке револуционарне групе активне у Италији током седамдесетих година. Бруни је одрасла у Француској од своје седме године, а похађала је интернат у Швајцарској. Отишла је у Париз на студије уметности и архитектуре, али је са деветнаест година напустила школу како би постала манекенка.
Ћерка је италијанске концертне пијанисткиње Марисе Борини и индустријалца и композитора класичне музике Алберта Бруни Тедескија. Међутим, 2008. године, Брунијева је за магазин Венити Фер изјавила је да је њен биолошки отац Бразилац италијанског порекла, магнат Маурицио Ремерт, тада млади гитариста који је имао шестогодишњу аферу са њеном мајком. Њена сестра је глумица и филмски редитељ, Валерија Бруни Тедески. Њен брат, Вирђнио Бруни Тедески, умро је 2006. године од компликација задобијених ХИВ вирусом. Са стране биолошког оца има полусестру, Консуелу Ремерт.

## Каријера

### 1987—1996: почеци каријере
Карла је потписала уговор са модном кућом City Models када је имала 19 година. Пол Марсијано, председник и креативни директор компаније Guess? Inc. наишао је на њену слику и изабрао ју је да буде манекенка са Естел Лефебир у кампањи за Guess? фармерке. Брунијева је касније радила за ауторе и модне куће као што су Диор, Живанши, Пако Рабан, Соња Рикијел, Кристијан Лакроа, Карл Лагерфелд, Џон Галијано, Ив Сен Лоран, Шанел и Версаче. До деведесетих, Карла се нашла међу 20 најбоље плаћених манекенки, са укупном зарадом од 7,5 милиона долара годишње. Као манекенка, Брунијева је била у вези са Ериком Клептоном, као и Миком Џегером. Дана 11. априла 2008. године, фотографија акта из 1993. године, на којој је Брунијева манекенка, продата на аукцији за 91.000 долара, што је више од 60 пута од очекиване цене.

### 1997—2005: музичка каријера и деби албум
Године 1997, Брунијева је напустила свет моде како би се посветила музици, тачније шансони. Године 1999, послала је своје текстове Жилијену Клерку, на основу којих је он компоновао шест песама на његовом албуму Si j'étais elle.
Године 2002, њен деби албум Quelqu'un m'a dit, у продукцији Луја Бертињака, објављен је у Европи са успехом у франкофоним земљама. Три песме са албума се појављују у филму Ханса Каноса из 2005. године, Разговори са другим женама, песма Le Plus Beau du quartier коришћена је у божићној реклами компаније H&M, а песма Quelqu'un m'a dit коришћена је у филму Развод из 2003. године са Кејт Хадсон у главној улози. У јануару 2010. године, њена песма L'amoureuse кориштена је епизоди Chuck vs. First Class, америчке серије Chuck.
Године 2005, написала је текст за десет од дванаест песама на новом албуму Луја Бертињака, Longtemps, а извела је и два дуета, Les Frôleuses и Sans toi. Следеће године, Брунијева је снимила песму Those Little Things, енглеску верзију песме Ces petits riens, коју је у оригиналу отпевао Серж Генсбур. Учествовала је на свечаном отварању зимских олимпијских игара 2006. где је носила пресавијену италијанску заставу током једног од делова церемоније, обучена у хаљину коју је креирао Ђорђо Армани.

### 2006—2008:и
Њен други албум, No Promises, који садржи песме Вилијама Батлера Јејтса, Емили Дикинсон, В. Х. Одена, Дороти Паркер, Валтера Мара и Кристине Росети, објављен је у јануару 2007. године.
Наставила је са снимањем песмама након што се удала, а свој трећи албум, Comme si de rien n'était, издала је 11. јула 2008. године. Песме је сама написала, осим прераду песме You Belong to Me, као и песму La Possibilité d'une île, за коју је Мишел Уелбек написао музику. Тантијеме од албума донирала је неидентификованој добротворној и хуманитарној организацији.

### 2009—данашњост: нови студијски албум и други пројекти
Брунијева је певала за 91. рођендан Нелсона Манделе 18. јула 2009. године у конертној дворани Radio City Music Hall у Њујорку. У септембру 2009, снимила је дует са Харијем Коником, за француског издања његовог албума Your Songs. Певали су песму Битлса, And I Love Her, а албум је објављен у Француској 26. октобра 2009. године.
Након месеци спекулација, у једном телевизијском интервјуу емитованом 23. новембра 2009, Брунијева је открила да је прихватила улогу у предстојећем филму Вудија Алена. Признала је како се не осећа као глумица, те да изгледа потпуно безнадежна, али да не може да пропустити прилику као што је ова. Томе је додала да када постане бака, жели да буде у стању да каже како је снимила филм са Вудијем Аленом. Филм, Поноћ у Паризу, са Овеном Вилсоном у главној улози, објављен је 2011. године, а Брунијева је глумила водича у Музеју Роден, где је са главним ликом разговарала о делима вајара Огиста Родена.
У септембру 2010. године, прерадила је песму Дејвида Боуија у склопу добротворне акције за помоћ деци из бивше Југославије, у којој је сарађивала са енглеском поп групом Дјуран Дјуран.
Италијански певач и текстописац, Симон Кристики, на фестивалу у Сан Рему наступио је са песмом чији рефрен има текст Хвала Богу на Карла Бруни. Песма се наводно руга Брунијевој и њеном мужу, али Кристики у интервјуу за једну италијанску телевизију каже како песма представља његов поглед на Италијане, јер су они, а и он, увек спремни на било коју врсту оговарања и незаинтересовани су за реалне проблеме. Брунијева је требало да буде гост—певач на том издању фестивала у Сан Рему, али се повукла, наводно зато што се увредила делом текста Кристикијеве песме.

## Приватни живот

### Прва дама Француске
Брунијева је срела тада свеже разведеног француског председника Николу Саркозија у новембру 2007. године, на једној забави. Након кратке романсе, венчали су се 2. фебруара 2008. године у Јелисејској палати у Паризу. Брак је Брунијевој први, Саркозију трећи. Не дуго након тога, Брунијева је добила француски пасош, а од тада је направила низ контрадикторних изјава о томе да ли даље има италијанско држављанство.
Након удаје за Саркозија у фебруару 2008. године, Брунијева наставља да га прати током државних посета, укључујући и ону Уједињеном Краљевству у марту 2008. године, који је изазвао велику пажњу у међународној штампи и јавности у Великој Британији и Француској. Поседује канцеларију и особље, које су на располагању на источном крилу Јелисејске палате.
Било је контроверзи уочи државне посете Великој Британији, јер је у то време аукцијска кућа Кристи на продају ставила фотографију голе Брунијеве која је настала током њене каријере манекенке, а продата је за 91.000 долара. Велико интересовање изазвала је и гардероба Брунијеве, коју је направио Британац Џон Галијано за француску компанију Диор, што је виђено као дипломатски избор. Ирска нискотарифна авио-компанија Рајанер изазвала је контроверзу коришћењем фотографије француског председника и Брунијеве ради рекламирања. Брачни пар је добио одштету од француског суда, који су донирали Les Restos du Cœur, организацији која обезбеђује оброке за бескућнике.
У децембру 2008. године, Брунијева је тужила произвођаче кеса, јер су произвели 10.000 кеса украшеним њеном фотографијом акта снимљеног 1993. године, приказујући Брунијеву како зури у камеру, са рукама које покривају препоне. Дана 19. октобра 2011. године, Карла Бруни је у Паризу родила девојчицу Ђулију.

### Филантропија и добротворни рад
Након што је годинама била укључена у хуманитарни и добротворни рад, Карла Бруни постаје светски амбасадор за заштиту мајки и деце од ХИВ-а 2008. године. У априлу 2009, покреће фондацију Карла Бруни-Саркози, у циљу промовисања приступа култури и знања за свакога. У писму подршке удружењу ПЕТА, изнела свој став против крзна у моди.
Карла Бруни је укључена у разне добротворне акцијама, а хонорар од свог трећег албума донирала је једној добротворној и хуманитарној организацији. Такође, донирала је организацијама које се баве заштитом права животиња, фондацији Нелсона Манделе, француској организацији истраживање АИДСа, француској фондацији La Chaîne de l'Espoir, као и удружењу Warchild у Британији. Учествовала је на концерту поводом прославе 91. рођендана Нелсона Манделе заједно са Стивијем Вондером и Аретом Френклин. Учествује у промоцији младих уметника, а снимила је дует са француским певачем Марком Лавоаном за Prix Constantin, годишњу награду која се додељује најболљим младим уметницима у Француској. Осим тога, подржала је француског гитаристу Жан-Пјера Данела за његов добротворни албум, те продала аутопортрет од чијег је новца помогла организацији за помоћ деци трећег света.
Брунијева се састала са Тензином Гјатсоом, четрнаестим Далај Ламом у августу 2008. године, током његове посете једном будистичком храму у департману Еро. Такође, у септембру исте године, Карла се састала са Бенедиктом XVI, поглаваром римокатоличке Цркве. Истог месеца, Брунијева је са мужем посетила Њујорк, где је присуствовала састанцима везаним за сиромаштво и морталитет жена заједно са Ранијом ел Абдулах и Венди Мердок, женом Руперта Мердока. Била је на ручку са тада првом дамом САД, Лором Буш у Метрополитен музеју уметности, са којом је одржала симпозијум о унапређењу глобалне писмености и присуствовала Генералној скупштини УН са супругом. Посетила је Доху, на позив шеике Мозах у новембру 2009. године. Такође, подржала је Иранку Сакину Мохамади-Аштијани, током њеног протеста против смртне казне жена каменовањем.
У априлу 2009, приликом посете шпанских државника, Карла је награђена са орденом Чарлса III. Октобра исте године покренула је , сајт који се у великој мери бави њеним филантропским радом. У јануару 2010, Карла је посетила Бенина, што је била њена друга посета као амбасадор Глобалног фонда. У своју канцеларију примила је сирочад која су преживела земљотрес на Хаитију 2010. и која су усвојена од стране француских породица.
Крајем августа 2010. године, новинари иранског државног листа Кајхан, Брунијеву су у једном чланку назвали проститутком, након што је подржала кампању Сакине Мохамади-Аштијани против казне каменовањем за чин прељубе, заједно са неколико познатих француских личности. Касније, исте новине, написале су да Брунијева треба да се осуди на смрт због подршке Сакини Аштијани, додајући како је и сама Брунијева имала ванбрачне односе. Иако Кајхан спонзорише држава, новине су наставиле тираду против Брунијеве заједно са осталим државним иранским медијима, а ирански званичници су покушали да се дистанцирају од тог насилног става и отворено их осудили, док је портпарол француског Министарства спољних послова критиковао коментаре као неприхватљиве. Председник Ирана, Махмуд Ахмадинежад, такође је осудио чланке дневних новина.

### Ентовени и остале везе
Док је живела са Жан-Полом Ентовеном, Брунијева се заљубила и започела везу са његовим сином, професор филозофије Рафаелом Ентовеном, коме је посветила песму Raphäel. Рафаел у то време био у браку са Жистин Леви, ћерком филозофа Бернар-Анри Левија. Брунијева је, за часопис Венити фер са речима да никада није спавала са њим, чак ни мунут, демантовала да је икада имала везу са Рафаеловим оцем. Ова афера и раскид брака са Рафаелом, инспирисао је Жистин да напише и објави књигу под називом Rien de Grave, што у преводу значи Ништа озбиљно. Карла и Рафаел имају сина, Аурелијена, рођеног 2001. године. Брунијева је за Венити фер изјавила да су се разишли у мају 2007. године, јер је Рафаел мислио да њихова веза није искрена.
Писано је да је Брунијева била у вези са у Лујом Бертињаком, Миком Џегером, Ерик Клептоном, Леом Караксом, Чарлсом Берлингом, Арном Кларсфелдом, Венсаном Перезом, као и са бившим француским премијером, Лораном Фабијусом.